# 新・平家物語 静と義経
『新・平家物語 静と義経』（しん・へいけものかたり しずかとよしつね）は、1956年（昭和31年）11月28日公開の日本映画である。大映製作・配給。監督は島耕二、主演は淡島千景と菅原謙二。カラー、スタンダード、102分。
吉川英治の小説『新・平家物語』を映画化した3部作の第3作で、静御前と源義経の悲恋を描く。

## キャスト
- 静：淡島千景
- 源義経：菅原謙二
- 百合野：香川京子
- 源範頼：船越英二
- 那須の与一：勝新太郎
- 源頼朝：上原謙
- 蓬子：三益愛子
- 政子：水戸光子
- 麻鳥：中村鴈治郎
- 武蔵坊弁慶：浜口喜博
- 佐藤忠信：舟木洋一
- 新宮行家：進藤英太郎
- 大江広元：千田是也
- 安達新三郎：見明凡太朗
- 梶原景時：永田靖
- 横川覚範：羅門光三郎
- 一条能保：市川小太夫
- 磯の禅尼：東山千栄子
- 北条時政：花布辰男
- 高階泰経：千葉登四男
- 土肥実平：香川良介
- 実生坊：東良之助
- 河越重頼：葛木香一
- 千丈坊：南部彰三
- 土佐坊昌俊：光岡龍三郎
- 江戸十郎太：水原浩一
- 亀井六郎：南条新太郎
- 伊勢三郎：原聖四郎
- 男衾源次：尾上栄五郎
- 片岡八郎：五代千太郎
- 狭山：大美輝子

## スタッフ
- 監督：島耕二
- 製作：永田雅一
- 企画：川口松太郎、松山英夫
- 原作：吉川英治
- 脚本：八尋不二
- 撮影：宮川一夫
- 音楽：大森盛太郎
- 美術：内藤昭
- 照明：中岡源権
- 録音：海原幸夫
- 衣裳考証：上野芳生
- 装飾考証：高津利治